# Władimir Martynow
Władimir Iwanowicz Martynow (ros. Влад́имир Ив́анович Марты́нов; ur. 20 lutego 1946 w Moskwie) – radziecki i rosyjski kompozytor. Twórca muzyki filmowej. Laureat Państwowej Nagrody Federacji Rosyjskiej (2003).
Ukończył Konserwatorium Moskiewskie – w klasie kompozycji w 1970 roku i w klasie fortepianu w 1971 roku.

## Wybrana muzyka filmowa

### Filmy fabularne
- 2006: Wyspa

### Filmy animowane
- 1978: Myszka Pik
- 1978-1980: W ostatniej ławce (odc. 1-2)